# Дорн, Иван Александрович
Ива́н Алекса́ндрович Дорн (укр. Іва́н Олекса́ндрович Дорн; род. 17 октября 1988, Челябинск, РСФСР, СССР) — украинский певец, музыкант, автор песен, продюсер, диджей, актёр и телеведущий.
Широко известен благодаря своему экспериментальному подходу к популярной музыке, сочетая элементы фанка, хауса, электроники и джаза. Начал карьеру как участник поп-дуэта «Пара нормальных», а широкую известность приобрёл как сольный артист после выхода альбома Co’n’dorn (2012), который стал хитом в странах СНГ.
Начиная с середины 2010-х годов, Дорн отошёл от коммерческой поп-музыки, с которой был связан на старте карьеры. Его второй альбом «Randorn» (2014) и особенно англоязычный «OTD» (2017) ознаменовали переход к более экспериментальному и международно ориентированному звучанию. Он основал независимый лейбл Masterskaya.

## Биография
Иван Дорн родился 17 октября 1988 в Челябинске. В 1990 году переехал в Славутич в связи с работой отца на Чернобыльской АЭС. До второго класса носил фамилию отца — Александра Ивановича Ерёмина (род. 2 мая 1966). Позже, по предложению матери — Лидии Эмильевны Дорн (род. 2 августа 1967), сменил фамилию. Петь начал ещё в школе. Впервые вышел на сцену в возрасте 6 лет на фестивале «Золотая осень Славутича». У Ивана есть брат Павел Дорн (род. 2 декабря 1992).
Занимался спортом, стал обладателем многих спортивных званий: мастер спорта (парусный спорт), кандидат в мастера спорта по бальным танцам, 2-й разряд по плаванию, 3-й взрослый по лёгкой атлетике. Занимался большим теннисом, шахматами и футболом.
Получил музыкальное образование по классу фортепиано, стал лауреатом и победителем многочисленных музыкальных конкурсов, среди которых: московский конкурс «Зажги свою звезду» — 1-е место, «Жемчужина Крыма» — приз зрительских симпатий; «Черноморские игры»: 2001 год — занял 3-е призовое место, 2005 год — занял 2-е призовое место; «Юрмала 2008».

### В составе группы «Пара Нормальных»

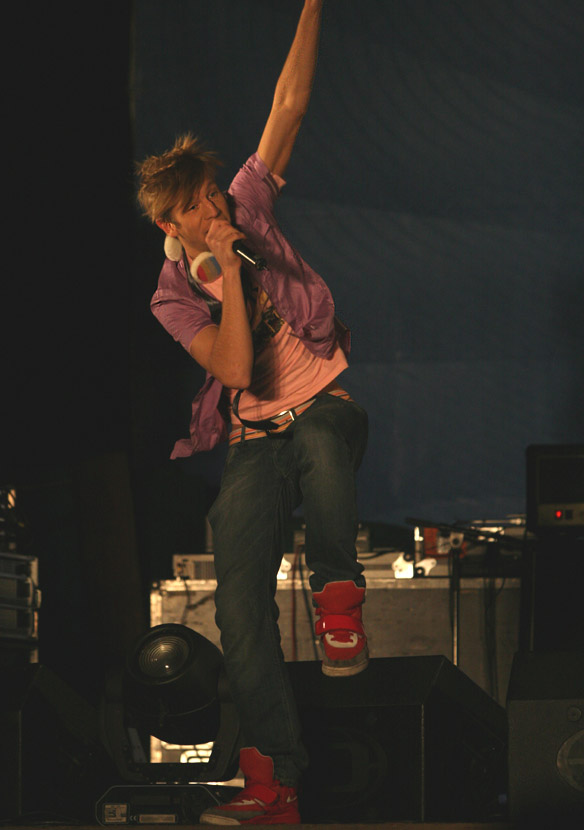
Дорн в составе «Пара Нормальных». Днепропетровск, 2009 год

В 2007 году на концерте Иван познакомился с Аней Добрыдневой и вместе с ней создал дуэт «Пара Нормальных». Дуэт быстро набрал популярность. 4 октября 2008 года группа выпустила дебютный альбом «Я придумаю happy end».
Летом 2010 года Дорн покинул группу, и его место занял Артём Мех.

### Сольная карьера
В 2010 году Дорн начал сольную карьеру, выпуская свои песни, среди которых «Стыцамэн», «Бигуди», «Северное сияние», «Тем более» и другие. Совместно с Apollo Monkeys Иван выпустил песню «Синими, жёлтыми, красными».
25 мая в Киеве и 26 мая 2012 года в Москве прошла официальная презентация первого сольного альбома Co'N'Dorn.
На премии МузТВ-2012 был номинирован в категории «Прорыв года», также был номинирован в трёх категориях — «Дебют», «Видео» («Стыцамэн») и «Дизайн» (официальный сайт), — на премии «Степной волк» 2012 года.
В июне 2012 года журнал Billboard Russia поместил Ивана Дорна на обложку как «главного героя молодых музыкантов».
Осенью 2012 года Дорн записал саундтрек к реалити-шоу канала Ю «Топ-модель по-русски» с Ириной Шейк, взяв за основу музыкальной темы припев из своей песни «Бигуди», а также версию «Праздник к нам приходит» для рекламного ролика Coca-Cola.

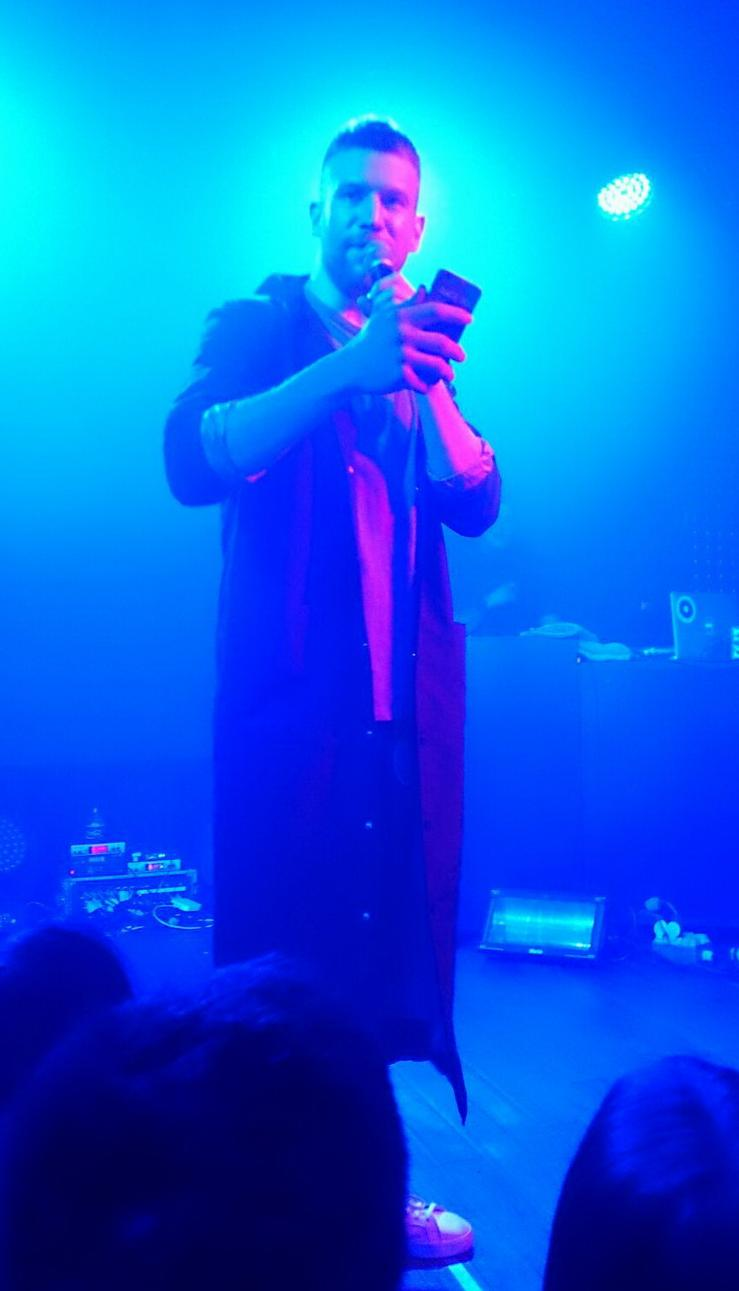
Концерт в Уфе в рамках «Randorn tour», 2016 год

В ноябре 2014 года вышел новый студийный альбом Randorn. Выход альбома подкреплялся такими синглами как «Невоспитанный», «Мишка виновен», «Номер 23» и др.
На период работы над новым англоязычным альбомом Дорн сменил образ, обрив голову наголо и отпустив бороду.
В феврале 2017 года вышел концертный альбом «Jazzy Funky Dorn». Сингл «Collaba», выпущенный в марте, Дорн назвал «одой проституткам». «Collaba» становится одним из ключевых хитов Украины в первой половине 2017 года, наряду с композициями «Тает Лёд» Грибов и «Вите надо выйти» Estradarada.
14 апреля 2017 года вышел новый студийный альбом Open the Dorn, записанный в Америке.
В 2021 году, Иван Дорн участвовал в фильме Петровы в гриппе. Также Дорн заявил, что заканчивает карьеру певца и начинает карьеру актёра.

## Общественная деятельность
Со слов самого Ивана Дорна, в 2015 году, в ходе вооружённого конфликта на востоке Украины, он через своего друга Сергея Притулу выделял деньги волонтёрам для помощи медикаментами украинским военным на Донбассе. По утверждению самого Притулы, которое он сделал на своей страничке в сети Facebook, пожертвования Дорна, которые он делал исключительно с гонораров, полученных в России, шли на покупку обмундирования и техники для украинских военных. После разразившегося скандала Притула удалил пост со своим утверждением. В 2017 году Дорн заявил, что деньги предназначались пострадавшим от обстрела в Мариуполе, но Притула распорядился ими самовольно. Сам исполнитель на своих концертах выступал за единство народов и абстрагировался от политических игр.
В конце мая 2017 года запланированный на 9 июня концерт Ивана Дорна в Одессе был отменён из-за угроз со стороны активистов. Сам певец заявил, что он продолжит выступать на территории Украины, поскольку в стране есть люди, которые любят его творчество.
В 2018 году активно занялся благотворительностью. Запустил проект по сбору средств и строительству танцевальной школы для Masaka Kids Africana, в Уганде. Проект был освещён Billboard, Complex и другими крупными изданиями. Осенью 2018 года совместно с «Кураж Базар» также запустил сбор средств в помощь украинским музыкальным школам, нуждающимся в музыкальных инструментах.
В 2021 году Иван Дорн создал новую аранжировку для композиции «Водные лыжи» венгерского композитора Тамаша Деака, известной по стартовой заставке советского мультсериала «Ну, погоди!».
В феврале 2022 года выступил против вторжения России на Украину, после чего попал в список артистов, которым запрещена концертная деятельность в России. Позднее Дорн объявил о прекращении работы с российскими артистами и брендами, лейбл Дорна Masterskaya закрыл свой музыкальный каталог для России и Белоруссии, кроме того Дорн не стал выпускать новый, почти готовый, русскоязычный альбом «Dorndom».

## Отзывы
Весной 2012 года Дорн получил несколько положительных отзывов в российской прессе. В марте Булат Латыпов в «Афише» писал о Дорне как о «новой безусловной звезде здешней эстрады». Олег Соболев («Коммерсант») в мае назвал Дорна «лучшим в мире исполнителем русскоязычной массовой поп-музыки», который «делает самые адекватные общемировым тенденциям, самые запоминающиеся и самые цепляющие поп-песни на русском языке». По мнению обозревателя, Дорн выгодно выделяется на фоне «вечной провинциальности местной поп-сцены» живыми выступлениями в сопровождении высокопрофессиональных музыкантов. В апреле 2013 года песня «Стыцамэн» оказалась в списке «Ста песен, изменивших нашу жизнь», составленного обозревателями московского сайта журнала «TimeOut».

## Личная жизнь
С 2013 года женат на однокласснице — Анастасии Новиковой. Дочь — Василиса (род. в июне 2014), сын Иван (род. в 2015).
Тесть: Александр Евгеньевич Новиков — заместитель генерального директора Чернобыльской АЭС по технической безопасности.
Болеет за стамбульский футбольный клуб «Галатасарай».

## Дискография
| Название  | Детали                                                                                       |
| --------- | -------------------------------------------------------------------------------------------- |
| Co'n'dorn | - Выпущено: 25 мая 2012 - Лейбл: Первое музыкальное - Форматы: CD, винил, онлайн-загрузка    |
| Randorn   | - Выпущено: 11 ноября 2014 - Лейбл: Первое музыкальное - Форматы: CD, винил, онлайн-загрузка |
| OTD       | - Выпущено: 14 апреля 2017 - Лейбл: Condorn Company/Masterskaya - Форматы: онлайн-загрузка   |

| Название         | Детали                                                          |
| ---------------- | --------------------------------------------------------------- |
| Jazzy Funky Dorn | - Выпущено: 17 февраля 2017 - Лейбл: - Форматы: онлайн-загрузка |
| Live             | - Выпущено: 7 апреля 2020 - Лейбл: - Форматы: онлайн-загрузка   |

| Название      | Детали                                                                             |
| ------------- | ---------------------------------------------------------------------------------- |
| Мишка виновен | - Выпущено: 25 февраля 2015 - Лейбл: Первое музыкальное - Форматы: онлайн-загрузка |

| Год  | Название                                 | Дата выхода      | Лейбл                       | Альбом        |
| ---- | ---------------------------------------- | ---------------- | --------------------------- | ------------- |
| 2011 | «Тем более»                              | 9 марта 2011     | Ikon Management             | Co'n'dorn     |
| 2011 | «Ненавижу»                               | 25 мая 2011      | Ikon Management             | Co'n'dorn     |
| 2011 | «Стыцамэн»                               | 13 августа 2011  | Ikon Management             | Co'n'dorn     |
| 2011 | «Северное сияние»                        | 25 ноября 2011   | Ikon Management             | Co'n'dorn     |
| 2012 | «Синими, жёлтыми, красными»              | 1 марта 2012     | Ikon Management             | Co'n'dorn     |
| 2012 | «Идолом»                                 | 18 октября 2012  | Ikon Management             | Co'n'dorn     |
| 2012 | «Бигуди»                                 | 22 октября 2012  | Первое музыкальное          | Co'n'dorn     |
| 2012 | «Бигуди (Slider and Magnit Remix)»       | 23 октября 2012  | Первое музыкальное          | —             |
| 2013 | «Невоспитанный»                          | 8 июня 2013      | Кондорн Компани             | Randorn       |
| 2014 | «Танец пингвина»                         | 1 февраля 2014   | Moon Records                | Randorn       |
| 2014 | «Спортивная»                             | 7 июля 2014      | Первое музыкальное          | Randorn       |
| 2014 | «Мишка виновен»                          | 6 ноября 2014    | Первое музыкальное          | Randorn       |
| 2015 | «Номер 23»                               | 22 января 2015   | Первое музыкальное          | Randorn       |
| 2015 | «Гребля»                                 | 22 ноября 2015   | Первое музыкальное          | Randorn       |
| 2016 | «Ты всегда в плюсе»                      | 31 марта 2016    | Первое музыкальное          | Randorn       |
| 2017 | «Collaba»                                | 10 марта 2017    | Masterskaya                 | Open The Dorn |
| 2017 | «OTD»                                    | 14 апреля 2017   | Masterskaya                 | Open The Dorn |
| 2018 | «Kaida feat. Moldanazar»                 | 13 марта 2018    | Masterskaya                 | —             |
| 2018 | «Опомнись (feat. Vakula)»                | 10 сентября 2018 | Masterskaya                 | —             |
| 2018 | «Diplo & MØ feat. Ivan Dorn — Stay Open» | 22 октября 2018  | Masterskaya                 | —             |
| 2018 | «Right Wrong feat. Victor Solf»          | 7 декабря 2018   | Masterskaya                 | —             |
| 2019 | «Дичь»                                   | 10 октября 2019  | Masterskaya                 | —             |
| 2020 | «Чики»                                   | 4 июня 2020      | Masterskaya                 | —             |
| 2020 | «Карнавала. Нет»                         | 15 октября 2020  | Universal Music Group       | —             |
| 2021 | «Кроме тебя»                             | 16 апреля 2021   | Condoru Company/Masterskaya | —             |
| 2021 | «Тебе нема сьогодні»                     | 26 ноября 2021   | Condoru Company/Masterskaya | —             |

| Год  | Название           | Дата выхода      | Лейбл              | Альбом    |
| ---- | ------------------ | ---------------- | ------------------ | --------- |
| 2012 | «Стыцамикс»        | 1 мая 2012       | Первое музыкальное | Co'n'dorn |
| 2012 | «Так сильно»       | 1 мая 2012       | Первое музыкальное | Co'n'dorn |
| 2013 | «Целовать другого» | 25 сентября 2013 | Первое музыкальное | —         |
| 2015 | «Песня про Ёлочку» | 28 декабря 2015  | Первое музыкальное | —         |

## Видеография
| Год  | Клип                                                     | Режиссёр                               | Альбом                      |
| ---- | -------------------------------------------------------- | -------------------------------------- | --------------------------- |
| 2011 | «Стыцамэн»                                               | Дмитрий и Евгений Мисюра               | Co’n’dorn                   |
| 2011 | «Так сильно»                                             | Дмитрий и Евгений Мисюра               | Co’n’dorn                   |
| 2011 | «Северное сияние»                                        | Дмитрий и Евгений Мисюра               | Co’n’dorn                   |
| 2012 | «Синими, жёлтыми, красными»                              | Дмитрий и Евгений Мисюра               | Co’n’dorn                   |
| 2012 | «Идолом»                                                 | Дмитрий и Евгений Мисюра               | Co’n’dorn                   |
| 2013 | «Невоспитанный»                                          | Дмитрий и Евгений Мисюра               | Randorn                     |
| 2014 | «Танец пингвина»                                         | Фил Ли                                 | Randorn                     |
| 2014 | «Спортивная»                                             | Иван Дорн                              | Randorn                     |
| 2014 | «Мишка виновен»                                          | Александр Корешков и Дмитрий Лисенбарт | Randorn                     |
| 2015 | «Номер 23»                                               | Иван Дорн                              | Randorn                     |
| 2015 | «Телепорт»                                               | Иван Дорн                              | Randorn                     |
| 2015 | «Гребля»                                                 | Фил Ли                                 | Randorn                     |
| 2016 | «Ты всегда в плюсе»                                      | Мария Унжакова                         | Randorn                     |
| 2017 | «Collaba»                                                | Иван Дорн и Айсултан Сеитов            | OTD                         |
| 2017 | «OTD»                                                    | Айсултан Сеитов                        | OTD                         |
| 2017 | «Beverly»                                                | Annegret von Feiertag                  | OTD                         |
| 2017 | «Мастерской огонёк (feat. YUKO, гурт [О] & Constantine)» | Павел Бекезин                          | Single                      |
| 2017 | «Стыцамэн (Найденная версия)»                            | Денис Гамзинов                         | Single                      |
| 2018 | «Preach»                                                 | Misha Koroteev                         | OTD                         |
| 2018 | «Afrika»                                                 | Иван Дорн и Айсултан Сеитов            | OTD                         |
| 2018 | «Опомнись (feat. Vakula)»                                | Митти Мисюра                           | Страсть / Во сне / Опомнись |
| 2019 | «Мужа дома нету (feat. Zventa Sventana)»                 | Дмитрий Чернявский                     | Мужа дома нету              |
| 2019 | «Во сне (feat. Vakula)»                                  | Макс Шишкин                            | Страсть / Во сне / Опомнись |
| 2020 | «Wasted»                                                 | Денис Щукин                            | OTD                         |

## Фильмография

### Актёр
- 2008 — «Как найти идеал»
- 2010 — «Влюблённые в Киев»
- «Тайна третьей планеты» (украинский дубляж)
- «День рождения Алисы» (украинский дубляж)
- 2013 — «12 месяцев»
- 2014 — «Весёлые ребята» — Костя Потехин
- 2021 — «Кошмары музыкантов» — Сам себя
- 2021 — «Петровы в гриппе» — Сергей
- 2021 — «ELEUSIS» (к/м)[30]

### Композитор и аранжировка
- 2021 — «Ну, погоди! Каникулы»

## Награды и номинации
| Год  | Премия                                                | Номинация                                       | Номинант / работа           | Результат |
| ---- | ----------------------------------------------------- | ----------------------------------------------- | --------------------------- | --------- |
| 2011 | Soho Rooms Awards                                     | Best Live Concert                               |                             | Победа    |
| 2012 | ZD Awards                                             | Прорыв года                                     | Иван Дорн                   | Победа    |
| 2012 | YUNA                                                  | Лучший исполнитель                              | Иван Дорн                   | Номинация |
| 2012 | Премия Муз-ТВ                                         | Прорыв года                                     | Иван Дорн                   | Номинация |
| 2012 | Степной волк                                          | Видео                                           | «Стыцамэн»                  | Номинация |
| 2012 | Степной волк                                          | Дебют                                           | Иван Дорн                   | Номинация |
| 2012 | Степной волк                                          | Дизайн                                          | Официальный сайт            | Номинация |
| 2012 | Премия RU.TV                                          | Лучший старт                                    | Иван Дорн                   | Победа    |
| 2012 | Премия RU.TV                                          | Лучший рингтон                                  | «Стыцамэн»                  | Номинация |
| 2012 | Женщина года Glamour 2012                             | Мужчина года                                    | Иван Дорн                   | Номинация |
| 2012 | Самые красивые Viva! 2012                             | Мужчина года                                    | Иван Дорн                   | Победа    |
| 2013 | Премия Муз-ТВ                                         | Лучший альбом                                   | «Co’n’dorn»                 | Победа    |
| 2013 | Премия Муз-ТВ                                         | Лучшее видео                                    | «Синими, Жёлтыми, Красными» | Номинация |
| 2013 | Премия Муз-ТВ                                         | Лучшая песня                                    | «Синими, Жёлтыми, Красными» | Номинация |
| 2013 | Премия Муз-ТВ                                         | Лучшая песня                                    | «Бигуди»                    | Номинация |
| 2013 | Премия Муз-ТВ                                         | Лучший исполнитель                              | Иван Дорн                   | Номинация |
| 2013 | YUNA                                                  | Лучший исполнитель                              | Иван Дорн                   | Победа    |
| 2014 | YUNA                                                  | Лучший исполнитель                              | Иван Дорн                   | Победа    |
| 2015 | YUNA                                                  | Лучший исполнитель                              | Иван Дорн                   | Победа    |
| 2015 | M1 Music Awards                                       | Лучший исполнитель                              | Иван Дорн                   | Номинация |
| 2015 | M1 Music Awards                                       | Альтернатива                                    | «Мишка Виновен»             | Победа    |
| 2017 | MTV EMA                                               | Best MTV Russia Act                             | Ivan Dorn                   | Победа    |
| 2020 | Российская национальная музыкальная премия «Виктория» | Лучшая песня (мелодия) к кинофильму или сериалу | «Чики»                      | Победа    |